# Ка Гајото (Венеција)
Ка Гајото (итал. Ca' Gaiotto) је насеље у Италији у округу Венеција, региону Венето.
Према процени из 2011. у насељу је живело 79 становника. Насеље се налази на надморској висини од 1 м.